# The History of The Lord of the Rings
The History of The Lord of the Rings (doslova Historie Pána prstenů) je čtyřsvazkové dílo, ve kterém Christopher Tolkien poutavě a detailně mapuje tvorbu Pána prstenů svého otce. Dílo, jež je zároveň očíslováno jako svazky 6 až 9 cyklu The History of Middle-earth (doslova Dějiny Středozemě, známé také pod zkratkou HoME), čtenářům nabízí jedinečný pohled do zákulisí vzniku jednoho z nejvlivnějších a nejuznávanějších klenotů fantasy literatury.

## Obsah
Svazky:
1. (HoME 6) The Return of the Shadow (doslova Návrat stínu) (1988)
2. (HoME 7) The Treason of Isengard (doslova Zrada Železného pasu) (1989)
3. (HoME 8) The War of the Ring (doslova Válka o Prsten) (1990)
4. (HoME 9) Sauron Defeated (doslova Sauron poražen) (1992)

V prvním svazku History se objevují tři počáteční fáze Tolkienovy tvorby. Mezi nimi je i ta, kterou autor později označil za „rozhodující kapitolu“ – část, jež uvádí ústřední děj, konkrétně „Stíny minulosti“. Svazek končí v okamžiku, kdy se Společenstvo prstenu vydává do Morie.
Druhý svazek pokračuje až k setkání s Théodenem, králem Rohanu, a zaznamenává vznik a postupný rozvoj Lothlórienu a postavy Galadriel. Rovněž představuje plány na postup Froda a Sama do Mordoru, mapuje vznik a rozmach Stromovouse, Entů i Fangornu, diskutuje původní podobu mapy Středozemě na konci Třetího věku a věnuje se vývoji písma Cirth, o kterém se dočteme v dodatku.
Třetí svazek, s názvem The War of the Ring, pokračuje až k otevření Černé brány.
Poslední, čtvrtý svazek uzavírá vyprávění a obsahuje odmítnutý „Epilog“, ve kterém Sam odpovídá na dotazy svých dětí. Součástí jsou rovněž The Notion Club Papers (doslova Dokumenty klubu představ) – příběh o cestování časem, jenž souvisí s Númenorem –, návrh Drowning of Anadûnê (doslova Utonutí Anadûnêu, z něhož později vzešel Akallabêth) a jediný dochovaný záznam Tolkienova vytvořeného jazyka adûnajštiny.
Některá vydání čtvrtého svazku v měkké vazbě, přejmenovaného na The End of the Third Age (doslova Konec Třetího věku), obsahují pouze materiály týkající se Pána prstenů.
Původní záměr byl vydat The History of the Lord of the Rings ve třech svazcích, nikoli ve čtyřech. Když bylo poprvé vydáno The Treason of Isengard v měkké vazbě, měl být osmý svazek nazván Sauron Defeated a sloužit jako závěrečný svazek.
Některé informace o dodatcích a o dříve plánovaném, ale nakonec opuštěném pokračování románu nalezneme ve svazku 12 s názvem The Peoples of Middle-earth (doslova Národy Středozemě).

### Tituly
Tituly svazků vycházejí z odmítnutých návrhů, které měly původně sloužit jako názvy jednotlivých knih Pána prstenů. J. R. R. Tolkien si představoval tento román jako jeden souvislý svazek rozdělený do šesti „knih“ s rozsáhlými dodatky, ale vydavatel se rozhodl dílo rozdělit do tří svazků – každý obsahoval dvě knihy a dodatky byly zařazeny do třetího svazku. Pro každou z těchto šesti knih Tolkien navrhl tyto tituly:
- Kniha první: The First Journey (doslova První cesta) nebo The Ring Sets Out (doslova Prsten vyráží)
- Kniha druhá: The Journey of the Nine Companions (doslova Cesta devíti druhů) nebo The Ring Goes South (doslova Prsten jde na jih)
- Kniha třetí: The Treason of Isengard
- Kniha čtvrtá: The Journey of the Ring-Bearers (doslova Cesta nositelů Prstenu) nebo The Ring Goes East (doslova Prsten jde na východ)
- Kniha pátá: The War of the Ring
- Kniha šestá: The End of the Third Age

Titul The Return of the Shadow byl nakonec zamítnut jako název prvního svazku.
Tři z těchto titulů byly dále použity i pro pojmenování knih sedmisvazkové edice Pána prstenů – konkrétně The Treason of Isengard pro Knihu třetí, The War of the Ring pro Knihu pátou a The End of the Third Age pro Knihu šestou.

### Tengwarské nápisy
Na titulních stránkách jednotlivých svazků The History of Middle-earth se nachází nápis vyrytý fëanorovskými znaky – Tengwarem, tedy abecedou, kterou Tolkien vytvořil pro Vznešené elfy. Tyto nápisy, zhotovené Christopherem Tolkienem, stručně sumarizují obsah každého svazku. Níže uvádíme přehled svazků, přičemž je uveden původní anglický text nápisu a jeho český překlad.
| Svazek | Titul                    | Nápis | Český překlad |
| ------ | ------------------------ | --- | --- |
| 6      | The Return of the Shadow | In the Return of the Shadow are traced the first forms of the story of the Lord of the Rings; herein the journey of the Hobbit who bore the Great Ring, at first named Bingo but afterwards Frodo, is followed from Hobbiton in the Shire through the Old Forest to Weathertop and Rivendell, and ends in this volume before the Tomb of Balin, the Dwarf-lord of Moria. | V „The Return of the Shadow“ jsou vykresleny první podoby příběhu Pána prstenů. Zde se sleduje cesta hobita, který nesl Velký prsten moci – nejprve nazývaného Bingo, později Frodo – od Hobitínu v Kraji, přes Starý hvozd, Větrov i Roklinku; tato cesta v daném svazku končí ještě před hrobkou Balina, trpasličího pána Morie.                |
| 7      | The Treason of Isengard  | In The Treason of Isengard the story of the Fellowship of the Ring is traced from Rivendell through Moria and the Land of Lothlórien to the time of its ending at Salembel beside Anduin the Great river, then is told of the return of Gandalf Mithrandir, of the meeting of the hobbits with Fangorn and of the war upon the Riders of Rohan by the traitor Saruman.   | V „The Treason of Isengard“ je vystopován příběh Společenstva prstenu – počínaje v Roklince, přes Morii a zemi Lothlórien až do chvíle jeho ukončení u Salembelu na břehu řeky Anduina. Následně je vyprávěn příběh o návratu Gandalfa Mithrandira, o setkání hobitů s Fangornem a o válce proti jezdcům Rohanu, kterou rozpoutal zrádce Saruman. |
| 8      | The War of the Ring      | In the War of the Ring is traced the story of the history at Helm's Deep and the drowning of Isengard by the Ents, then is told of the journey of Frodo with Samwise and Gollum to the Morannon, of the meeting with Faramir and the stairs of Cirith Ungol, of the Battle of the Pelennor Fields and of the coming of Aragorn in the fleet of Umbar.                    | V „The War of the Ring“ je vykreslen příběh událostí u Helmova žlebu a následného zatopení Železného pasu Enty. Dále se vypráví o cestě Froda se Samem a Glumem k Morannonu, o setkání s Faramirem a schodech vedoucích do Cirith Ungolu, o bitvě na Pelennorských polích a o příchodu Aragorna ve flotile z Umbaru.                              |
| 9      | Sauron Defeated          | In this book is traced first the story of the destruction of the One Ring and the Downfall of Sauron at the End of the Third Age. Then follows an account of the intrusion of the Cataclysm of the West into the deliberations of certain scholars of Oxford and the Fall of Sauron named Zigûr in the Drowning of Anadûne.                                              | V tomto svazku je nejprve vykreslen příběh o zničení Jednoho prstenu a o pádu Saurona na konci Třetího věku. Následuje popis vmísení se kataklyzmatu Západu do úvah některých oxfordských učenců a dále vyprávění o pádu Saurona, který je v tomto kontextu označen jako Zigûr, v díle „Drowning of Anadûne“.                                     |

## Tolkienova tvořivost

Na ilustraci je znázorněn navigační diagram, který pomocí hnědých rámečků vymezuje jednotlivé součásti Tolkienova legendárium. Christopher Tolkien zařadil The History of The Lord of the Rings do čtyř svazků (označených modrými římskými číslicemi VI až IX) v rámci cyklu The History of Middle-earth; svazky předcházející a následující této sérii se pak vztahují k Silmarillionu.

The History of The Lord of the Rings odhaluje pomalý a postupný charakter Tolkienovy tvořivosti. Jak poznamenal Christopher Tolkien u prvních dvou svazků, jeho otec sice dovedl příběh až do Roklinky, ale stále „bez jakékoliv jasné představy o tom, co ho ještě čeká“. Upozornil také na to, že se Tolkien během psaní často nechal vtáhnout do „pavučiny argumentace“ – jak to popisoval Tom Shippey, kdy autor někdy „uvázne v nápadně zbytečných spletích drobných příčinných souvislostí“.
Například postava, která se nakonec stala známou jako Pipin Bral, byla v řadě přepisů a vymazaných dobrodružství označována různými jmény – objevovala se jako Odo, Frodo, Folco, Faramond, Peregrin, Hamilcar, Fredegar či Olo. Kromě toho se o ní rovněž mluvilo jako o Boffinovi, Bolgerovi a Bralovi.
Až s kapitolou „Rozbití Společenstva“ přišla k Tolkienovi skutečná plynulost; jeho syn zaznamenal, že kapitoly byly najednou „dokončeny s daleko větší lehkostí než kterákoliv předchozí část příběhu“. Od té doby se autor více zaměřoval na pečlivý výběr mezi alternativními variantami děje, aby dosáhl co nejlepšího účinku – například dvě epizody ve „fascinující studii“ Sauron Defeated, konkrétně odpuštění Sarumanovi a slavnostní předávání ocenění na závěr díla, byly nakonec vymazány.